# Hélène Joy
Pour les articles homonymes, voir Joy.
Hélène Joy est une actrice australo-canadienne née le 21 octobre 1978 à Perth, Australie.

## Biographie
Hélène Joy commence sa carrière en Australie. Elle obtient un diplôme en interprétation de la Western Australia Academy of Performing Arts.
Elle se consacre d'abord au travail de la scène en jouant régulièrement dans des troupes de Sydney : la Bell Shakespeare Company et la Melbourne Theatre Company.
Par la suite, elle obtient des rôles dans des séries télévisées australiennes.
Hélène Joy émigre à Vancouver (Canada) où elle commence sa carrière en interprétant le rôle principal dans une série humoristique intitulée An American in Canada (2002-2003).
Peu après, elle quitte la côte Ouest pour aller à Toronto. Elle joue dans plusieurs productions à la fois et prête également sa voix à des séries d'animation familiales.
Sélectionnée à de nombreuses reprises, c'est en 2008 qu'elle obtient le Gemini Award de la meilleure actrice principale pour son rôle dans la série Durham County.
Hélène Joy est principalement connue en France pour son rôle du Dre Julia Ogden dans la série Les Enquêtes de Murdoch. 
En 2021, elle annonce sa grossesse. En décembre 2021, elle donne naissance à une fille, Harrison Joy.

## Filmographie

### Cinéma
- 1997 : The Beneficiary - Court Metrage - Miss Desaree
- 2005 : Desolation Sound - Laurel Elliott
- 2011 : At the Bottom of the Hill - Court Metrage - Alice

### Télévision
- 1996 - La Saga des McGregor Série télévisée - The Claimant Episode TV - Agnes Windsor
- 1996 : G.P. Série télévisée - Sleeping Beauty Episode TV - Sasha Smith
- 1997 - Brigade des mers Série télévisée - Le Délateur (The Shaft) Episode TV - Lucy White
- 1997 - Brigade des mers Série télévisée - Plongées à risques (Sex Games) Episode TV - Gina Downie
- 1997 - Big Sky Série télévisée - Simple Twist of Fate Episode TV - Kate Vernon
- 1997 : Fable - Shelley
- 1998 - Never Tell Me Never - Nancy
- 1998 : Blue Heelers Série télévisée - Little Monsters Episode TV - Marina Armstrong
- 1999 : Stingers Série télévisée - Lunatic Fringe: Part 1 & 2 Episodes TV - Anna De Groot
- 2000 - La vengeance du tigre blanc - Mary Riley
- 2000 : First Wave Série télévisée - Comes a Horseman Episode TV - Dre Victoria Kelly
- 2001 - Au-delà du réel : L'aventure continue Série télévisée - Dans le sang (In the Blood) Episode TV - Dre Louisa Kennedy
- 2001 : Les Nuits de l'étrange Série télévisée - Le Pantin (Hate Puppet) Episode TV - Linda
- 2002 - The Chris Isaak Show Série télévisée - The Hidden Mommy Episode TV - Dre Darcy
- 2002 : La Treizième Dimension Série télévisée - Mr. Motivation Episode TV - Linda
- 2003 - Andromeda Série télévisée - Vault of the Heavens Episode TV - Alien Queen
- 2002 - 2003 : An American in Canada Série télévisée - Judy Surgick
- 2004 - Puppets Who Kill Série télévisée - Dan and the Necrophiliac Episode TV - Hazel
- 2004 : Les Enquêtes de Murdoch Série télévisée - Under the Dragon's Tail Episode TV - Maud Pedlow
- 2005 - The Collector Série télévisée - The Ripper Episode TV - Constance
- 2005 : L'Héritage de la passion (Murder in the Hamptons) - Grace
- 2005 - Beautiful People Série télévisée - Dark, Room, Chemicals Episode TV - Miss Patel
- 2005 - 2006 : This Is Wonderland Série télévisée - Erica Taft - Episode 3.12 (2006) - Episode 3.2 (2005)
- 2006 : ReGenesis Série télévisée - Audrey Graves
- 2007 : The Secret of the Nutcracker - Mom
- 2008 - M.V.P. Série télévisée - Doc
- 2008 : Contre tout l'or du monde - Mary Bassett
- Depuis 2008 : Les Enquêtes de Murdoch Série télévisée - Dre Julia Ogden
- 2009 : Pearlie Série télévisée - Opal
- 2007 - 2010 : Durham County Série télévisée - Audrey Sweeney
- 2010 - The Being Frank Show Série télévisée - Episode 1.2
- 2010 : Heartland Série télévisée -  A Heartland Christmas Episode TV - Joanna Hawke
- 2011 - Rookie Blue Série télévisée - God's Good Grace Episode TV - Giselle Armstrong (1 épisode)
- 2011 - Detentionaire Série télévisée - V.P. Victoria
- 2011 : Stay with Me
- 2012 - The L.A. Complex Série télévisée - Other Side of the Door Episode TV - Connor's Mother
- 2012 : Republic of Doyle Série télévisée - Rusted Steele Episode TV - Tamara

## Doublage de dessins animés
- 2004 : The Eggs Série télévisée - Sunnyside et Shelly
- 2005 : Faireez Série télévisée - Gabi et Polly
- 2006 : The Secret World of Og Série télévisée - Mrs Berton

## Théâtre
- Shakespeare Program - Bell Shakespeare Co
- Romeo et Juliette - Juliette - Melbourne Theatre Co.
- Macbeth - Lady Macbeth - Melbourne Theatre Co.
- Hamlet - Ophelia - Melbourne Theatre Co.

## Distinctions
- 2008 Gemini Award Winner – Meilleure actrice principale dans une série dramatique (Durham County)
- 2005 Leo Award en tant que meilleure actrice principale dans un long métrage (Desolation Sound'
- 2017 Canadian screen awards en tant que meilleure actrice dans un rôle féminin dans une série